# 何塞·比森特·孔查
何塞·比森特·孔查（西班牙語：José Vicente Concha；1867年4月21日—1929年12月8日），第8任哥伦比亚总统。

## 早年生涯
孔查在1867年4月21日出生于哥伦比亚首都波哥大。他早年在学校修习法学，专攻刑法。何塞·曼努埃尔·马罗金时期被任命为部长，在千日战争期间他成为哥伦比亚驻美国大使。
1914年大选中，孔查当选为哥伦比亚总统。

## 执政
由于哥伦比亚经受了战乱，孔查在任期内采取了与民休息的政策，并在第一次世界大战中让哥伦比亚成为中立国。1918年，孔查在任期结束后下台。

## 外交生涯
在下台后，由于孔查有作为驻美大使的经验，孔查被派遣为驻意大利大使，并在意大利首都罗马去世。